# Licuala spinosa
Licuala spinosa är en enhjärtbladig växtart som beskrevs av Friedrich von Wurmb. Licuala spinosa ingår i släktet Licuala och familjen Arecaceae. Inga underarter finns listade i Catalogue of Life.

## Bildgalleri

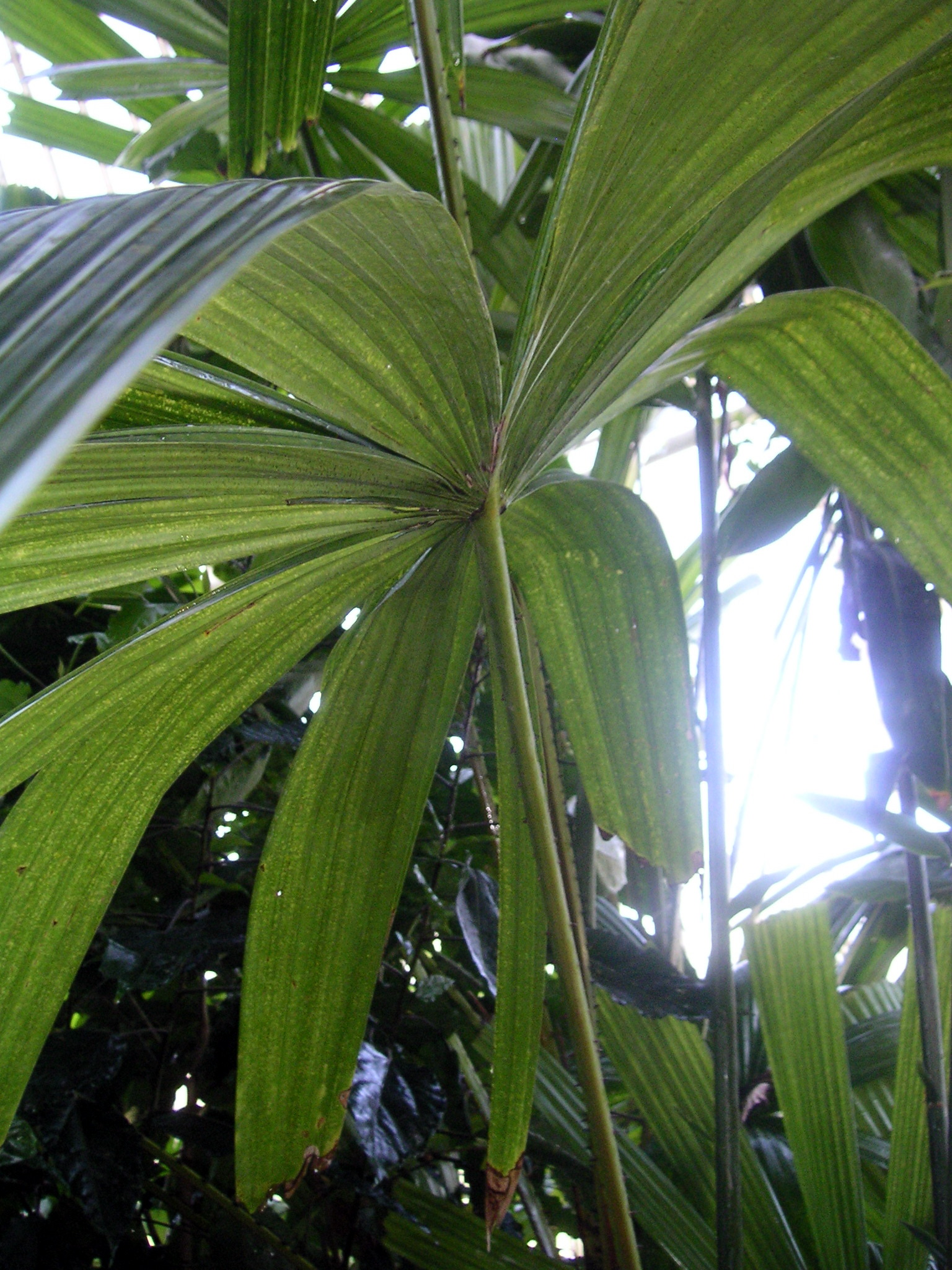
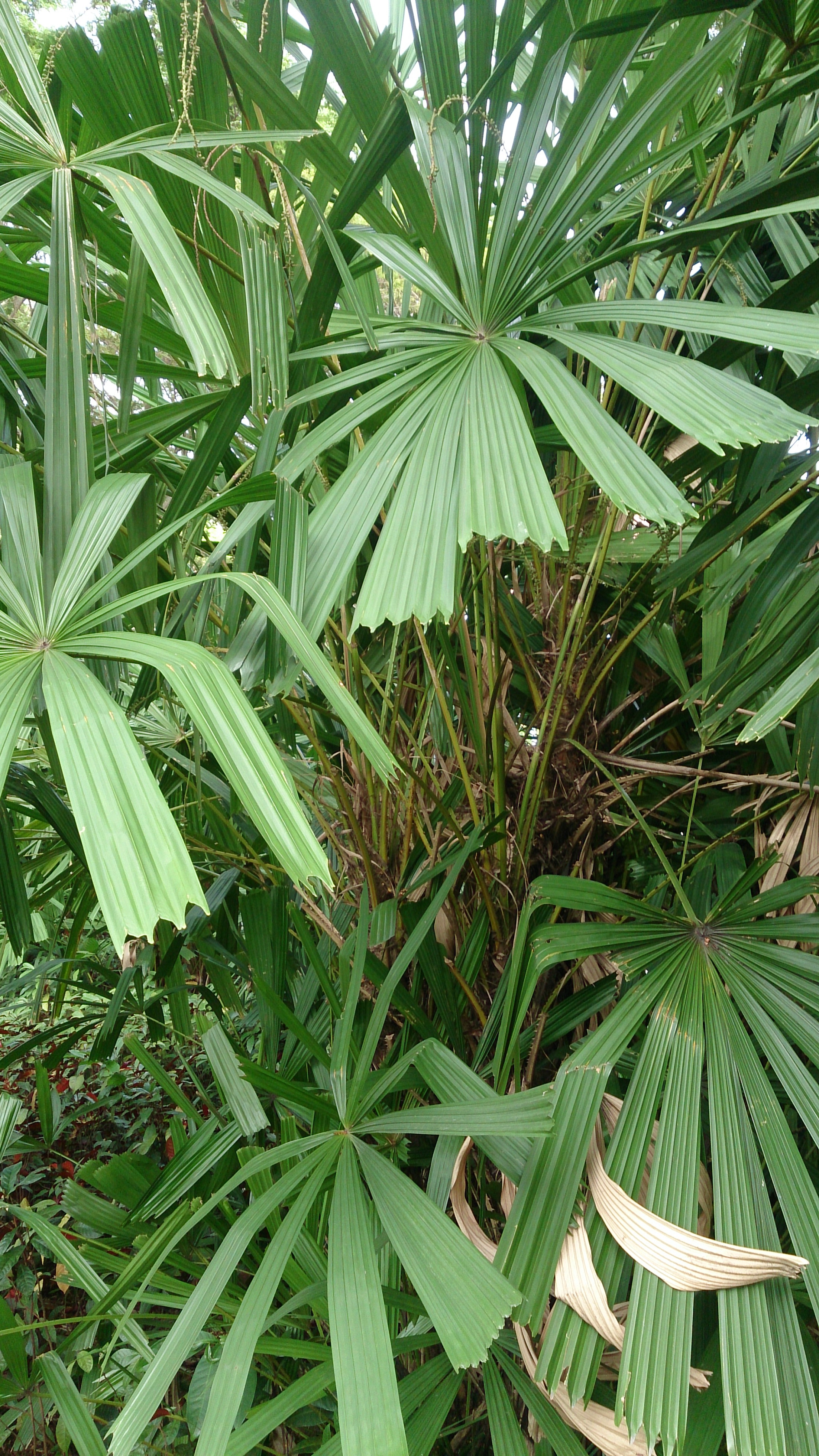
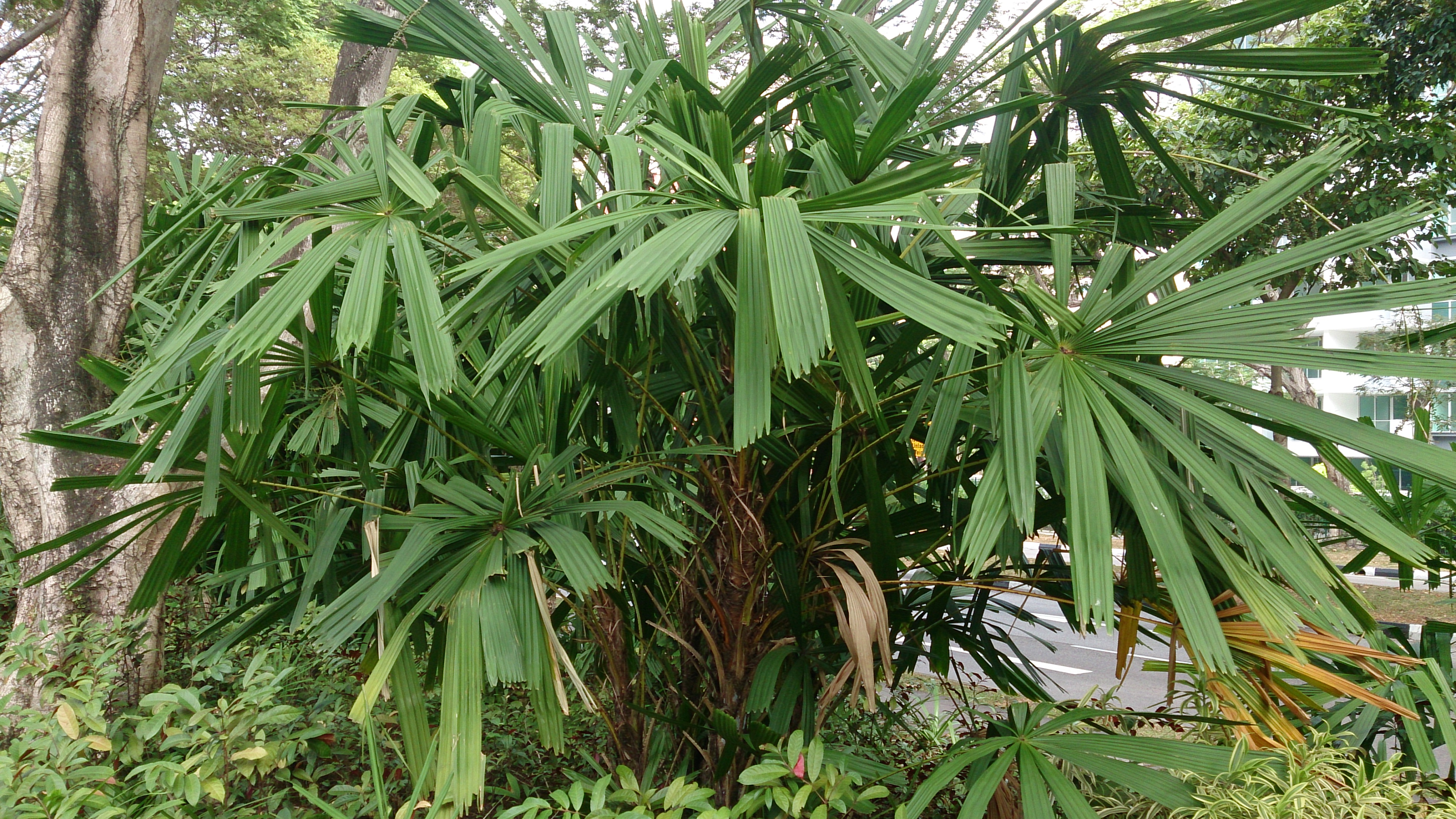
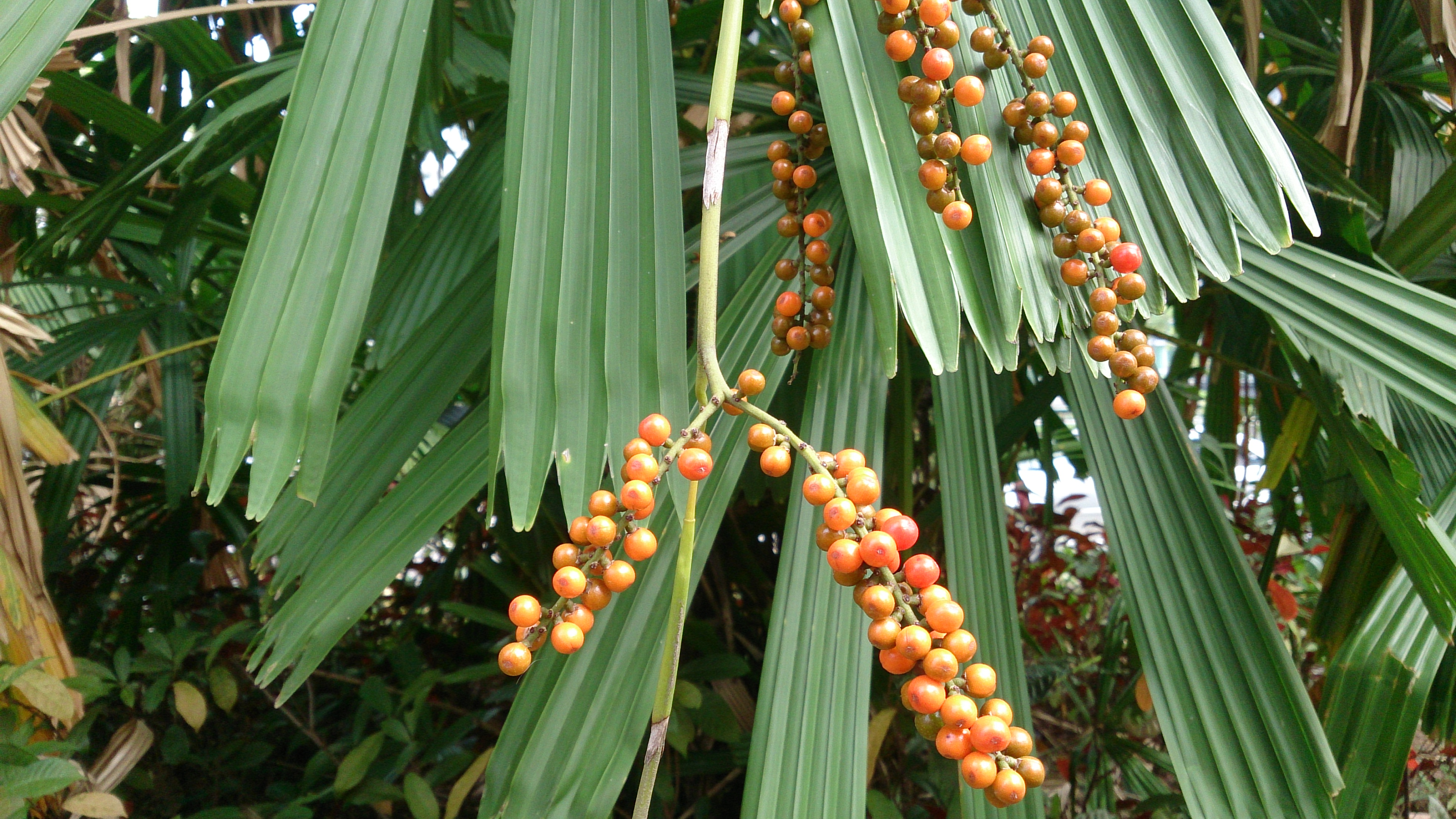
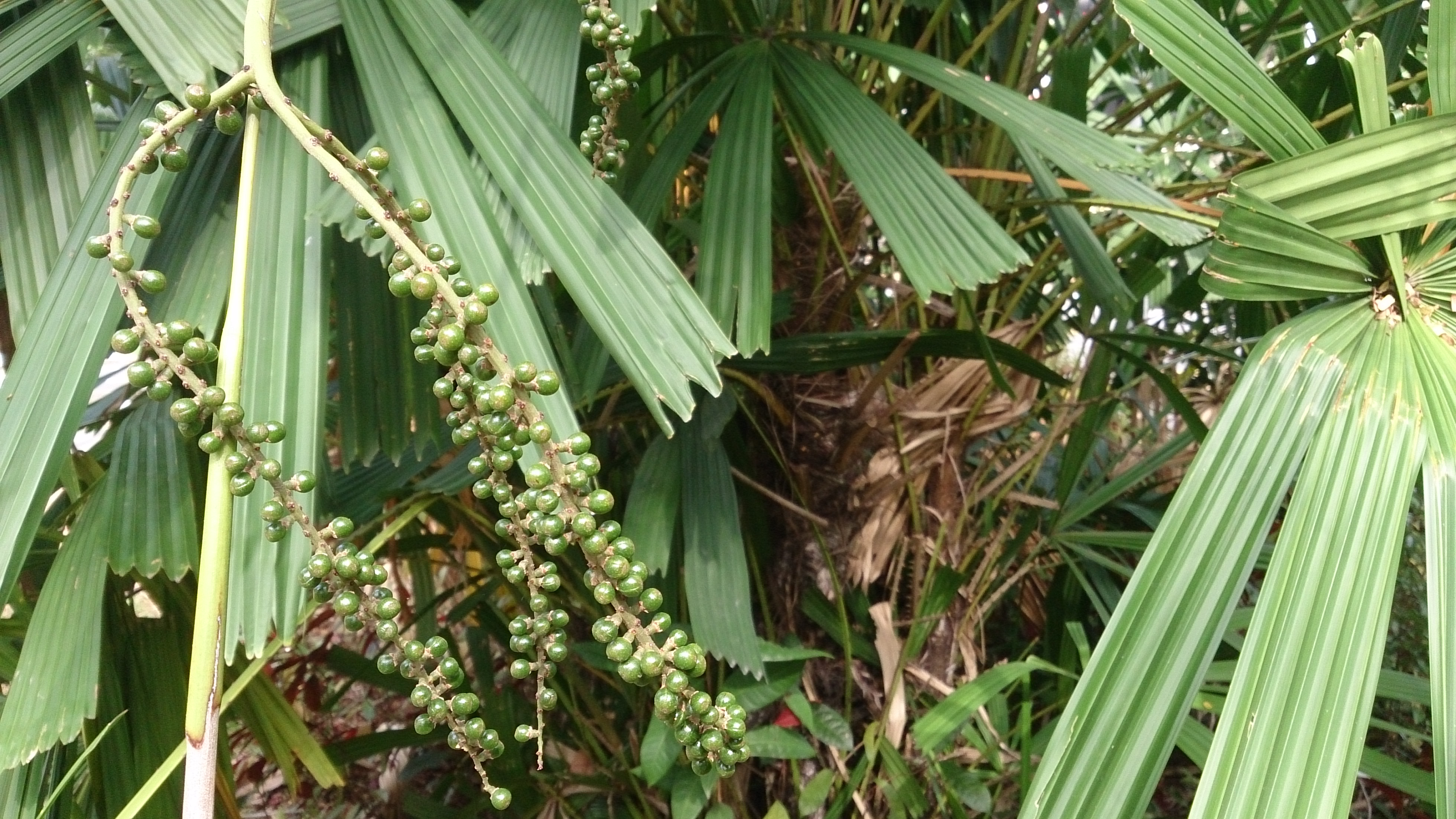
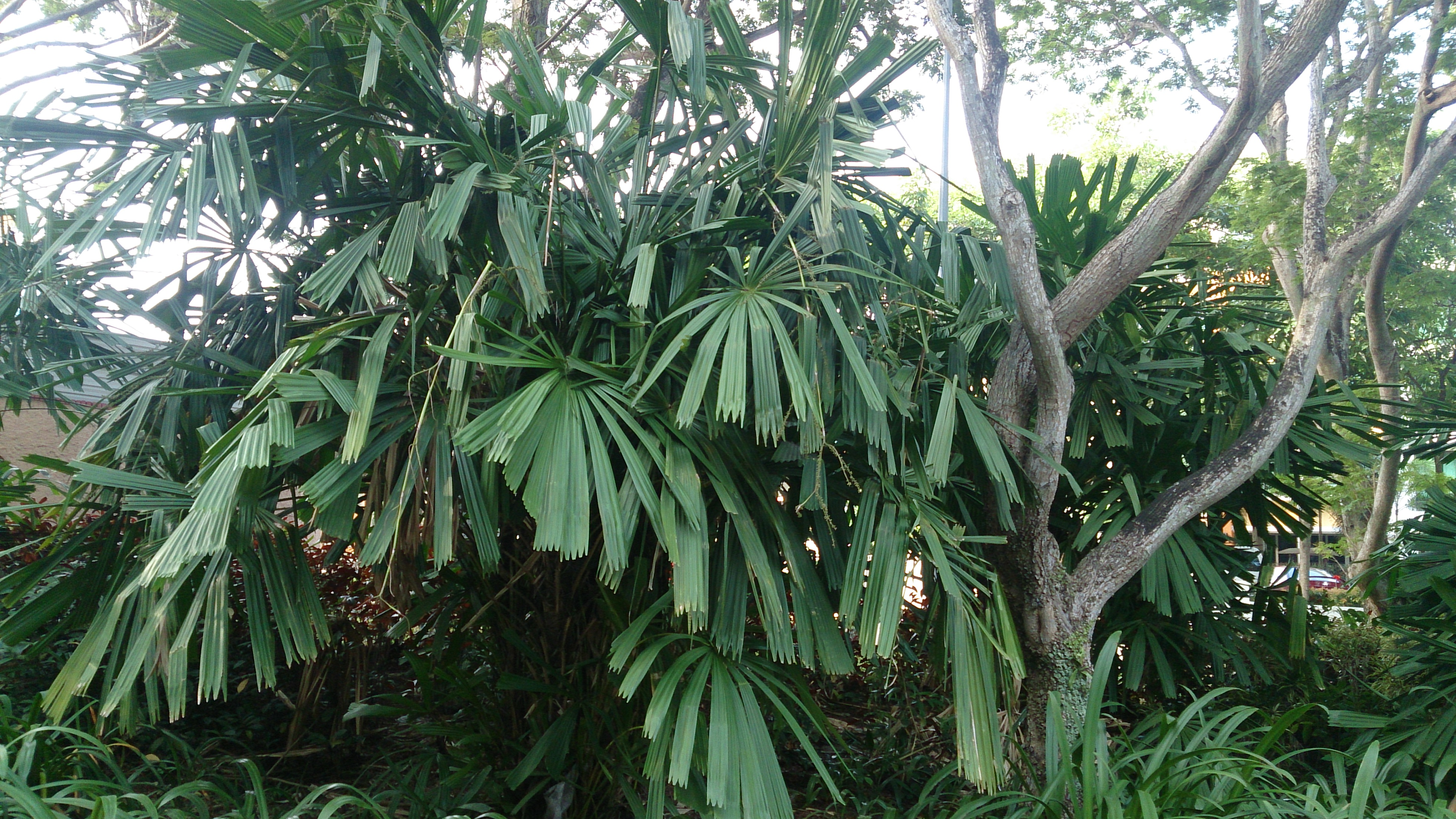